# Siljevica
Siljevica (cyr. Сиљевица) – wieś w Serbii, w okręgu pomorawskim, w gminie Rekovac. W 2011 roku liczyła 121 mieszkańców.